# Lycopodium chrysocaulos
Lycopodium chrysocaulos là một loài thực vật có mạch trong Họ Thạch tùng. Loài này được Hook. & Grev. mô tả khoa học đầu tiên năm 1831.